# سوزن نخ‌کن

سوزن نخ‌کن در کنار سوزن و نخ

سوزن نخ‌کن وسیله‌ای است برای کمک به رد کردن نخ از سوراخ سوزن. انواع آن فراوان است، اما رایج‌ترین نوع آن به شکل مفتول نرمی است که به شکل لوزی درآمده و از یک گوشه به یک تکه پلاستیک وصل است. استفاده از آن به این شکل است که حلقهٔ مفتول را از داخل سوراخ سوزن عبور می‌دهند، سپس نخ را از درون حلقهٔ مفتول رد می‌کنند، و در نهایت با کمک دستهٔ سوزن نخ‌کن، حلقهٔ مفتول را همراه نخ از سوراخ سوزن بیرون می‌آورند.